# Florin Caragață
Florin Caragață (n.  ?) este un deputat român, ales în 2024 din partea SOS. 